# Danh sách website phổ biến nhất
Đây là danh sách website phổ biến nhất theo xếp hạng của SmilarWeb.

## Cách xếp hạng
SimilarWeb xếp hạng các website dựa trên một bảng điều khiển của hàng triệu người dùng Internet, các nhà cung cấp dịch vụ Internet Hoa Kỳ và quốc tế, cách tính trực tiếp lượng truy cập web của hệ thống từ hàng ngàn website và trình thu thập web quét các website công cộng.

## Danh sách website
| Trang               | Tên miền            | SimilarwebTop 50 trang web phổ biến nhất (Tính đến tháng 2 năm 2023) | Thể loại                                              | Quốc gia   |
| ------------------- | ------------------- | -------------------------------------------------------------------- | ----------------------------------------------------- | ---------- |
| Google Search       | google.com          | 1 ()                                                                 | Công cụ tìm kiếm                                      | Hoa Kỳ     |
| YouTube             | youtube.com         | 2 ()                                                                 | TV Online và trực tuyến                               | Hoa Kỳ     |
| Facebook            | facebook.com        | 3 ()                                                                 | Mạng xã hội                                           | Hoa Kỳ     |
| Twitter             | twitter.com         | 4 ()                                                                 | Mạng xã hội                                           | Hoa Kỳ     |
| Instagram           | instagram.com       | 5 ()                                                                 | Mạng xã hội                                           | Hoa Kỳ     |
| Baidu               | baidu.com           | 6 (1)                                                                | Công cụ tìm kiếm                                      | Trung Quốc |
| Wikipedia           | wikipedia.org       | 7 (1)                                                                | Từ điển và bách khoa toàn thư                         | Hoa Kỳ     |
| Yandex              | yandex.ru           | 8 ()                                                                 | Công cụ tìm kiếm                                      | Nga        |
| Yahoo               | yahoo.com           | 9 ()                                                                 | Tin tức và truyền thông                               | Hoa Kỳ     |
| Whatsapp            | whatsapp.com        | 10 (1)                                                               | Mạng xã hội                                           | Hoa Kỳ     |
| xVideos             | xvideos.com         | 11 (1)                                                               | Người lớn                                             | Pháp       |
| Pornhub             | pornhub.com         | 12 ()                                                                | Người lớn                                             | Canada     |
| Amazon              | amazon.com          | 13 ()                                                                | Thương mại điện tử                                    | Hoa Kỳ     |
| XNXX                | xnxx.com            | 14 ()                                                                | Người lớn                                             | Pháp       |
| Live                | live.com            | 15 ()                                                                | Hộp thư điện tử                                       | Hoa Kỳ     |
| Yahoo JP            | yahoo.co.jp         | 16 ()                                                                | Tin tức và truyền thông                               | Nhật Bản   |
| TikTok              | tiktok.com          | 17 (1)                                                               | Mạng xã hội                                           | Trung Quốc |
| Docomo              | docomo.ne.jp        | 18 (1)                                                               | Viễn thông                                            | Nhật Bản   |
| LinkedIn            | linkedin.com        | 19 (2)                                                               | Mạng xã hội                                           | Hoa Kỳ     |
| Reddit              | reddit.com          | 20 (1)                                                               | Mạng xã hội                                           | Hoa Kỳ     |
| Microsoft Office    | office.com          | 21 (1)                                                               | Phần mềm                                              | Hoa Kỳ     |
| Netflix             | netflix.com         | 22 (2)                                                               | TV Online và trực tuyến                               | Hoa Kỳ     |
| Zen News            | dzen.ru             | 23 ()                                                                | Community and Society > Community and Society - Other | Nga        |
| Samsung             | samsung.com         | 24 (1)                                                               | Sản phẩm điện tử                                      | Hàn Quốc   |
| VK                  | vk.com              | 25 (1)                                                               | Mạng xã hội                                           | Nga        |
| Microsoft Online    | microsoftonline.com | 26 (2)                                                               | Phần mềm                                              | Hoa Kỳ     |
| Bing                | bing.com            | 27 (6)                                                               | Công cụ tìm kiếm                                      | Hoa Kỳ     |
| xHamster            | xhamster.com        | 28 (1)                                                               | Người lớn                                             | Síp        |
| Naver               | naver.com           | 29 ()                                                                | Tin tức và truyền thông                               | Hàn Quốc   |
| Mail.Ru             | mail.ru             | 30 (2)                                                               | Hộp thư điện tử                                       | Nga        |
| OpenAI              | openai.com          | 31 (22)                                                              | Khác                                                  | Hoa Kỳ     |
| Twitch              | twitch.tv           | 32 (2)                                                               | Trò chơi điện tử                                      | Hoa Kỳ     |
| Yandex Turbo Pages  | turbopages.org      | 33 (7)                                                               | Tin tức và truyền thông                               | Nga        |
| Discord             | discord.com         | 34 (1)                                                               | Mạng xã hội                                           | Hoa Kỳ     |
| Pinterest           | pinterest.com       | 35 (1)                                                               | Mạng xã hội                                           | Hoa Kỳ     |
| The Weather Channel | weather.com         | 36 (5)                                                               | Thời tiết                                             | Hoa Kỳ     |
| Bilibili            | bilibili.com        | 37 (7)                                                               | Phim hoạt hình và truyện tranh                        | Trung Quốc |
| Zoom                | zoom.us             | 38 (3)                                                               | Khác                                                  | Hoa Kỳ     |
| Microsoft           | microsoft.com       | 39 (1)                                                               | Phần mềm                                              | Hoa Kỳ     |
| DuckDuckGo          | duckduckgo.com      | 40 (2)                                                               | Công cụ tìm kiếm                                      | Hoa Kỳ     |
| QQ                  | qq.com              | 41 (2)                                                               | Tin tức và truyền thông                               | Trung Quốc |
| Roblox              | roblox.com          | 42 (2)                                                               | Trò chơi điện tử                                      | Hoa Kỳ     |
| MSN                 | msn.com             | 43 (6)                                                               | Tin tức và truyền thông                               | Hoa Kỳ     |
| RealSRV             | realsrv.com         | 44 (5)                                                               | Người lớn                                             | Hoa Kỳ     |
| Quora               | quora.com           | 45 ()                                                                | Từ điển và bách khoa toàn thư                         | Hoa Kỳ     |
| Fandom              | fandom.com          | 46 (2)                                                               | Arts & Entertainment > Arts and Entertainment - Other | Hoa Kỳ     |
| Globo               | globo.com           | 47 ()                                                                | Tin tức và truyền thông                               | Brasil     |
| eBay                | ebay.com            | 48 (1)                                                               | Thương mại điện tử                                    | Hoa Kỳ     |
| Stripchat           | stripchat.com       | 49 (3)                                                               | Người lớn                                             | Síp        |
| Aaj Tak             | aajtak.in           | 50 (1)                                                               | Tin tức và truyền thông                               | Ấn Độ      |